# Atriplex spinifera
Atriplex spinifera là loài thực vật có hoa thuộc họ Dền. Loài này được J.F.Macbr. mô tả khoa học đầu tiên năm 1918.